# Hubert Strolz
Hubert „Hubsi“ Strolz (* 26. června 1962, Warth) je bývalý rakouský alpský lyžař.
Na olympijských hrách v Calgary roku 1988 získal zlatou medaili v kombinaci a bral též stříbro v závodě obřího slalomu. Ve stejném roce se stal celkovým vítězem světového poháru v kombinaci, byl celkově druhý v obřím slalomu a celkově skončil ve světovém poháru třetí. V sezóně 1991/92 byl celkově druhý v kombinaci. Dvakrát byl též celkově třetí v obřím slalomu (1985/86, 1989/90). Navzdory těmto vynikajícím výsledkům si připsal jediné vítězství v jednotlivém závodě světového poháru, roku 1988 v Bad Kleinkirchheimu, na stupních vítězů ale stát 33krát, někdy se mu proto přezdívalo „věčně druhý“. Jeho nejlepším výsledkem na mistrovství světa bylo třikrát čtvrté místo, roku 1987 v obřím slalomu, roku 1989 v super obřím slalomu a v roce 1993 ve slalomu. Na olympijských hrách v Albertville v roce 1992 byl na cestě k zisku další zlaté medaile v kombinaci, ale ve druhé jízdě slalomu spadl těsně před cílem. Závodní kariéru ukončil roku 1994. V současnosti provozuje lyžařskou a snowboardingovou školu v rodném Warthu.